# 唐澤恋花
唐澤 恋花（からさわ れんか、1998年11月12日 - ）は、中国放送（RCC）アナウンサー。群馬県吾妻郡高山村出身。

## 人物
前橋育英高校卒業。中学・高校時代の6年間はバスケットボール部、中学生の時は駅伝部や陸上部も兼部して、大学時代はチアリーダー部とフットサルサークルに所属した。
家庭科の教員免許をもっている。
今も運動することが大好きで、筋力トレーニングやランニングをよくしている。食べることも大好きで、寝る前には次の日の三食を考えてから寝ている。好きな映画はタイタニック。
初鳴きは2021年6月7日放送のRCCラジオ『ごぜん様さま（桑原しおり・安仁屋宗八）』の天気概況だった。
テレビ朝日アスク出身。

## 出演
テレビ
- イマナマ!（2021年7月 - ）
  - 中継リポーター（2021年7月 - ）
  - コーナー「われらお好み探偵団W」（2021年9月21日 - ）
  - コーナー「イマオシ3 数珠つなぎ」（2021年）
  - コーナー「広島ハシゴ飯」（2023年2月 - 9月）
  - コーナー「原晋の県人ことば駅伝」（2023年10月 - ）2代目キャプテン
  - コーナー「広島パンパカパーン」（2024年10月 - ）
  - コーナー「街ネタ!知りたガール」（2025年4月 - ）
- ローカルニュース（JNNニュース・報道特集・Nスタ日曜版に内包）
- アインシュタインの出没!ひな壇団（2022年4月 - ）進行役、渕上沙紀と交互に出演。
- DTMクラブ（2022年8月 - ）
- 情熱サンフレッチェ（2022年9月 - ）
- 元就。二百万一心!（2025年4月12日 - ）土曜21時56分 / 月曜0時50分（日曜深夜）

ラジオ
- 平成ラヂオバラエティごぜん様さま（2021年7月22日 / 2023年10月 - ）金曜（2025年3月25日までは火曜）
- 中国新聞ニュース
- 唐澤恋花のREN'S CHOICE（2021年9月28日 - ）

配信
- 【DAISO×RCC】公式ユーチュー部（2022年 - YouTube）

### 過去の出演
テレビ
- 私もSDGs（2021年9月23日）
- 元就（ナレーション、2022年11月20日）
- ひろしまフラワーフェスティバル花の総合パレード（2023年6月10日、2024年5月3日）中継リポーター
- 鈴木福のミミヨリ!ひろしま（2023年7月2日、7月9日、10月8日、10月15日、12月3日、12月10日、2024年4月21日、4月28日、11月10日、11月17日、12月8日、12月15日、12月22日、2025年1月5日、2月16日、2月23日、3月2日、3月9日、3月16日、3月23日、3月30日）
- ドラゴンフライズ初優勝SPイマナマ!（2024年5月29日）
- ラヴィット! 「アルコ&ピースの新アナウンサー変身計画」（2024年6月4日）ロケゲスト
- アインシュタインの出没!ご当地チェーン店グルメ旅　瀬戸内編（2024年9月4日）
- 広島の海から未来を変える（2025年1月13日）
- 情熱サンフレッチェ 超ぶちあつにもほどがある！SP（2025年2月11日）

ラジオ
- 夕刊Genaday 水曜
- 夕刊Genaday 金曜
- おひるーな・プラス
- 小林克也のNo.1 RADIO（2021年11月23日）アシスタント
- ダイソーPresents 3時のヒロイン プチブラに恋してる（2023年4月23日）
- 小倉さんのバトン〜ヒロシマの願い〜（2023年8月15日、再放送2023年12月30日）
- 日清チキンラーメン65周年バースデースペシャル STU48のちきめんパーティー（2023年9月2日）
- RCC ラジオ･チャリティ･ミュージックソン（2023年12月24日 - 25日）
- マツダミュージックドライブ（2022年10月1日 - 2024年3月30日）
- サンフレッチェ広島 柏好文の OFF THE BALL（2024年10月12日 - 2025年1月25日）
- 広島城  三の丸オープン記念  　総大将・横山雄二、武者行列だ!エイエイオー!!（2025年3月29日）

イベント
- 上州高山村ふるさと祭り（2024年8月11日）司会
- カープファン感謝デー2024（2024年11月23日）スタジアムMC
- 第7回ひろしまケアコンテスト（2024年11月26日）司会
- ひろしまエコ活インターンプログラム「鈴木福さんと共に環境を考えるワークショップ」（2024年12月8日）司会

## ディスコグラフィ

### アルバム
- DTM CLUB『花紅柳緑』（2025年）「唐澤恋花」歌唱
  - 「紅Version」ボーナス・トラック「猩々緋」（しょうじょうひ）
  - 「緑Version」ボーナス・トラック「天鵞絨」（ビロード）